# Vax
Pour les articles homonymes, voir Cara et VAX.
 (septembre 2018).
Si vous disposez d'ouvrages ou d'articles de référence ou si vous connaissez des sites web de qualité traitant du thème abordé ici, merci de compléter l'article en donnant les références utiles à sa vérifiabilité et en les liant à la section « Notes et références ».
Vincent Cara ou Vax est un dessinateur de bande dessinée français, né le 16 janvier 1974 à Charleville-Mézières (Ardennes).

## Biographie

### Enfance et formation
Vincent Cara naît le 16 janvier 1974 à Charleville-Mézières, dans les Ardennes. Il grandit dans les Pyrénées-Orientales. Il suit des études de publicité[Où ?].

### Carrière
En 2003, sous le pseudonyme de Vax, il signe, avec le scénariste Téhy, son premier album L'Armée de néo-déchets de la série fantastique Yiu, premières missions chez l'éditeur Soleil Productions.

En 2011 sort le treizième album Salmyre de la série d'heroic-fantasy La Geste des Chevaliers Dragons auquel il participe en tant que dessinateur pour le couple Ange. Il le retrouvera pour signer d'autres albums, dont La Guerre des Sardes : Amarelle (première partie, 2013), La Guerre des Sardes : Arsalam (seconde partie, 2014) et L'Ancienne (2020).
En 2012, il partage les dessins avec Thierry Démarez, Federico Carlo Ferniani, Frédéric Peynet, Stefano Raffaele et Francisco Ruizgé pour compléter le cinquième album Le Sarcophage de la série de science-fiction Prométhée du scénariste Christophe Bec.